# Miessaari (ö i Norra Karelen, Pielisen Karjala)
Miessaari är en ö i Finland. Den ligger i sjön Sivakkajärvi och i kommunen Valtimo i den ekonomiska regionen  Pielinen-Karelen  och landskapet Norra Karelen, i den centrala delen av landet, 400 km nordost om huvudstaden Helsingfors. Öns största längd är 30 meter i nord-sydlig riktning.